# Guanambi (microregio)
Guanambi is een van de 32 microregio's van de Braziliaanse deelstaat Bahia. Zij ligt in de mesoregio Centro-Sul Baiano en grenst aan de deelstaat Minas Gerais in het zuiden en zuidwesten, de mesoregio Vale São Francisco da Bahia in het westen en de microregio's Boquira in het noorden, Livramento do Brumado in het noordoosten en Brumado in het oosten. De microregio heeft een oppervlakte van ca. 22.669 km². Midden 2004 werd het inwoneraantal geschat op 361.664.
Achttien gemeenten behoren tot deze microregio:
| - Caculé - Caetité - Candiba - Guanambi - Ibiassucê - Igaporã - Iuiú - Jacaraci - Lagoa Real | - Licínio de Almeida - Malhada - Matina - Mortugaba - Palmas de Monte Alto - Pindaí - Riacho de Santana - Sebastião Laranjeiras - Urandi |

Mesoregio's: Centro-Norte Baiano · Centro-Sul Baiano · Extremo Oeste Baiano · Metropolitana de Salvador · Nordeste Baiano · Sul Baiano · Vale São-Franciscano da Bahia

Microregio's: Alagoinhas · Barra · Barreiras · Bom Jesus da Lapa · Boquira · Brumado · Catu · Cotegipe · Entre Rios · Euclides da Cunha · Feira de Santana · Guanambi · Ilhéus-Itabuna · Irecê · Itaberaba · Itapetinga · Jacobina · Jequié · Jeremoabo · Juazeiro · Livramento do Brumado · Paulo Afonso · Porto Seguro · Ribeira do Pombal · Salvador · Santa Maria da Vitória · Santo Antônio de Jesus · Seabra · Senhor do Bonfim · Serrinha · Valença · Vitória da Conquista